# L'Arme fatale 2
Pour les articles homonymes, voir L'Arme fatale (homonymie).
Série L'Arme fatale
L'Arme fatale
(1987) L'Arme fatale 3
(1992)
Pour plus de détails, voir Fiche technique et Distribution.
L'Arme fatale 2 (Lethal Weapon 2) est un film américain réalisé par Richard Donner et sorti en 1989. C'est le deuxième opus d'une tétralogie initiée en 1987 avec L'Arme fatale et qui se poursuit en 1992 avec L'Arme fatale 3 et en 1998 avec L'Arme fatale 4.
L'Arme fatale 2 est le troisième film le plus lucratif de 1989 en Amérique du Nord (après Batman et Indiana Jones et la Dernière Croisade), avec des revenus de près de 150 millions dollars à l'échelle nationale et 80,6 millions dollars à l'étranger.
Le film suit deux policiers, les officiers Martin Riggs et Roger Murtaugh, chargés de protéger Leo Getz, un témoin clé dans une affaire de trafic de drogue. Riggs et Murtaugh découvrent que les trafiquants sont en fait Arjen Rudd, le consul de l'ambassade d'Afrique du Sud, et ses gardes du corps. Riggs et Murtaugh décident de s'attaquer à Rudd et ses tueurs. Malheureusement, un problème se pose : Rudd et ses gardes étant des diplomates étrangers, ils sont donc protégés par l'immunité diplomatique ; autrement dit Riggs et Murtaugh ne peuvent ni les arrêter ni enquêter sur eux. Pour vaincre Rudd et ses hommes, Riggs et Murtaugh vont devoir agir dans le secret et l'illégalité la plus totale.

## Synopsis
Los Angeles. Avec plusieurs collègues, les inspecteurs de police Martin Riggs et Roger Murtaugh s'engagent dans une course-poursuite avec la nouvelle voiture de la femme de Roger. Mais lorsque la voiture impliquée est abandonnée à la suite d'un accident, les deux policiers découvrent un million de Krugerrands, lingots en forme de pièces de monnaies sud-africaine dans le coffre de l'automobile, concluant que le suspect est d'origine sud-africaine. 
Le lendemain, alors que l'enquête suit son cours, Riggs a parié qu'il peut enlever en peu de temps la camisole de force qu'il porte, et il y parvient en se déboitant l'épaule, sous le regard horrifié de ses collègues. Rianne, la fille de Murtaugh, apparait dans une publicité pour les préservatifs diffusé le soir. Roger comprend que ses collègues s'en serviront pour se moquer de lui au bureau (comme un arbre à préservatifs déposé sur son bureau ultérieurement). Mais il n'est pas au bout de ses peines, car il est attaqué en pleine nuit dans sa chambre avec son épouse par plusieurs hommes, dont le meneur, Pieter Vorstedt, qui n'est autre que le ministre du Consulat de l'Afrique du Sud, qui lui intime l'ordre de cesser son enquête sur les Krugerrands, avant de s'enfuir.
Le lendemain, Murtaugh, qui a éloigné sa famille, est chargé avec Riggs d'assurer la sécurité d'un certain Leo Getz, un comptable fort en gueule devenu témoin fédéral après avoir décidé de témoigner contre ses clients pour le blanchiment d'argent. Quelques instants après leur arrivée à l'hôtel où séjourne Getz, un tueur déguisé en majordome tente de les tuer, et Riggs parvient à sauver le comptable, mais le criminel s'échappe. Chez Murtaugh, Getz explique aux deux policiers qu'il a autrefois blanchi de l'argent pour des trafiquants de drogue, qui vivent dans une maison sur pilotis en dehors de la ville. Une fois sur place, Riggs reconnaît le tueur, qui s'enfuit en volant une dépanneuse. Riggs saute sur le véhicule pour tenter de l'arrêter, et Getz et Murtaugh les suivent en voiture. Mais au cours de la poursuite, le suspect meurt. Les policiers débarquent dans la maison pour arrêter les autres personnes à l'intérieur, mais le Consul sud-africain Arjen Rudd les informe qu'ils sont protégés par l'immunité diplomatique. Rudd, le chef du réseau, est également l'ambassadeur d'Afrique du Sud et est par conséquent intouchable. Excédé par le duo de policiers, il place une bombe dans les toilettes de sa maison, mais la brigade de déminage parvient heureusement à limiter les dégâts et sauver la vie de Murtaugh (mais le toilette atterrit sur la voiture de Trish déjà bien abimé depuis le début du film). Dès lors, Rudd est harcelé par Riggs, qui après s'être introduit dans son bureau, découvre inscrit sur un bloc-notes le nom d'Alba Varden ;le nom qui semble familier à Murtaugh. Riggs, quant à lui, entame une relation avec la secrétaire du Consul, Rika van den Haas, qui déteste son patron.
Lassé du harcèlement du policier, le Consul se venge en faisant éliminer plusieurs coéquipiers de Riggs et Murtaugh qui participent à l'enquête : Wyler se fait tirer une balle dans la tête par Vorstedt, Shapiro fait un vol plané après avoir sauté sur son tremplin de piscine piégé par une bombe et Cavanaugh explose ainsi que trois autres en ouvrant son micro-ondes, également piégé à l'explosif. En planque dans une chambre d'hôtel avec Getz, Murtaugh se souvient du nom d'Alba Varden et rentre chez lui après avoir laissé Getz dans sa voiture, il regarde une vidéo de son anniversaire et découvre qu'Alba Varden n'est pas une femme mais un cargo sud-africain. Le bateau est actuellement sur les eaux de Los Angeles, afin de transporter une cargaison de plusieurs millions de dollars. Riggs, dans sa caravane, subit les assauts d'un groupe armé qu'il parvient à éliminer, sauvant ainsi Rika, avec qui il vient de faire l'amour, et son chien. Getz est ensuite enlevé par les hommes de Rudd dans la voiture de Murtaugh, puis Riggs est capturé par Vorstedt et ses hommes, et se retrouve prisonnier d'une camisole avant d'être jeté dans le port de la ville.
Vorstedt apprend à Riggs, goguenard, que c'est lui qui a assassiné son épouse quatre ans auparavant, car il s'approchait trop de ses affaires. À l'époque, c'était Riggs lui-même qui était visé (sa voiture avait été trafiquée), mais c'est la femme de Riggs qui a finalement été la victime collatérale. Jeté à l'eau, Riggs réussit à se libérer de sa camisole en se déboitant l'épaule droite mais découvre aussitôt le cadavre de Rika. Ivre de colère, le policier décide de se venger et appelle Murtaugh pour qu'ils lancent un assaut final contre les criminels. Riggs détruit la maison sur pilotis tandis que son collègue libère Getz, mais Vorstedt parvient à s'échapper. Après avoir laissé Getz s'en aller au commissariat avec la voiture de Murtaugh, les deux policiers se rendent sur les quais pour neutraliser tout le réseau.
Ils entrent dans un conteneur où ils découvrent des millions de dollars en billets ainsi qu'une voiture. Découverts et enfermés, ils se libèrent en détruisant la porte du conteneur grâce à la voiture, les billets finissant dans l'océan. Ils descendent en rappel grâce à des cordes sur le pont du cargo et se séparent. Tandis que Murtaugh neutralise un à un les hommes de Rudd, Riggs reçoit un couteau dans la jambe lancé par Vorstedt. Riggs parvient à le neutraliser grâce au couteau retiré de son mollet puis en écrasant son adversaire avec un conteneur.
Rudd tire sur Riggs à six reprises avant que Murtaugh ne sorte son pistolet et ne le pointe sur Rudd. Celui-ci invoque son immunité diplomatique, mais le policier lui tire une balle dans la tête. Bien que blessé par balles, Riggs est toujours vivant, soutenu à ses côtés par Murtaugh alors qu'arrive sur les lieux la police de Los Angeles.

## Fiche technique
- Titre francophone : L'Arme fatale 2
- Titre original : Lethal Weapon 2
- Réalisation : Richard Donner
- Scénario : Jeffrey Boam, d'après une histoire de Shane Black et Warren Murphy, d'après les personnages de Shane Black
- Musique : Eric Clapton, Michael Kamen et David Sanborn
  - Musique du générique : Cheer Down de George Harrison
- Photographie : Stephen Goldblatt
- Montage : Stuart Baird
- Décors : J. Michael Riva
- Producteurs : Richard Donner et Joel Silver
  - Coproducteurs : Jennie Lew Tugend (de) et Steve Perry
  - Producteur associé : Peter Frankfurt
- Société de production et de distribution : Warner Bros.
- Budget : 25 000 000 $
- Pays d'origine :  États-Unis
- Langue : anglais
- Format : couleurs - 2,35:1 - Dolby - 35 mm
- Genre : action, comédie policière
- Durée : 114 minutes, 118 minutes (version director's cut)
- Dates de sortie : 
  - États-Unis : 7 juillet 1989
  - France : 2 août 1989

## Distribution
- Mel Gibson (VF : Jacques Frantz) : le sergent Martin Riggs
- Danny Glover (VF : Richard Darbois) : le sergent Roger Murtaugh
- Joe Pesci (VF : Roger Crouzet) : Leo Getz
- Joss Ackland (VF : William Sabatier) : Arjen « Aryan » Rudd
- Derrick O'Connor (VF : Joël Martineau) : Pieter « Adolph » Vorstedt
- Patsy Kensit (VF : Virginie Ledieu) : Rika van den Haas
- Darlene Love (VF : Émilie Benoît) : Trish Murtaugh
- Traci Wolfe (VF : Nathalie Spitzer) : Rianne Murtaugh
- Damon Hines : Nick Murtaugh
- Ebonie Smith (en) : Carrie Murtaugh
- Allan Dean Moore : George
- Steve Kahan : le capitaine Ed Murphy
- Mary Ellen Trainor : Dr Stephanie Woods
- Jenette Goldstein (VF : Dominique Westberg) : l'officier Meagan Shapiro
- Dean Norris (VF : Michel Derain) : Tim Cavanaugh
- Juney Smith : Tom Wyler
- Nestor Serrano : Eddie Esteban
- Grand L. Bush : Jerry Collins
- Mark Rolston : Hans
- Jack McGee (VF : Gilbert Lévy) : Mickey MacGee, le charpentier
- Kenneth Tigar (VF : Gilbert Lévy) : Jarvis Becker, chef de la brigade de déminage
- Sherman Howard : un tueur à gages
- Bruce Young : un tueur à gages
- Pat Skipper : un tueur à gages
- Jim Piddock (VF : Philippe Peythieu) : l'employé du consulat
- David Marciano : un policier # 1
- James Belushi (non crédité) : Publicité "Subway"

- Version française
  - Studio de doublage : PM Productions[1]
  - Direction artistique / Adaptation : Christian Dura
  - Adaptation : Philippe Videcoq
  - Casting : Jenny Gérard

Sources et légende : version française (VF) sur AlloDoublage
Il s'agit du seul opus de la saga à ne pas avoir été doublé au Québec.[réf. souhaitée]

## Production

### Genèse et développement
Après le succès du premier film, Warner Bros. et les producteurs décident de développer une suite. Au printemps 1987, le producteur Joel Silver demande au scénariste de L'Arme fatale Shane Black d'en écrire le script. Touché par des problèmes personnels, Shane Black demande de l'aide à son ami écrivain Warren Murphy, connu pour sa série L'Implacable. Leur script s'intitule alors Play Dirty. Même s'il est jugé brillant par de nombreuses personnes, il est rejetté par Joel Silver, par le studio et par le réalisateur Richard Donner, qui le trouvent trop sombre et sanglant et surtout car à la fin, Riggs meurt. Le studio voulait qu'il survive pour permettre d'autres suites. Ils demandent par ailleurs que ce second film soit davantage tourné vers la comédie, alors que la vision de Shane Black est plus héroïque et montre un Riggs se sacrifiant pour sauver Murtaugh et sa famille,.
Après le rejet de ses idées, Shane Black propose de renoncer à son salaire, ce que refuse son agent. Le scénariste refuse de réécrire son script et quitte le projet après avoir travaillé durant quasiment six mois. Il avouera plus tard que le 2e film a été trop axé sur la comédie et qu'il déteste les 3e et 4e films car le personnage de Riggs y a été trop altéré.
C'est finalement Jeffrey Boam — qui avait officié comme script doctor sur le premier film — qui réécrit le script de Shane Black et Warren Murphy. Parmi les nombreux changements apportés, Jeffrey Boam donne bien plus d'importance au personnage de Leo Getz, présent dans une seule scène du script original. Shane Black gardera un gout très amer de ce film car selon lui c'est le meilleur script qu'il a écrit de toute sa carrière,. Robert Mark Kamen a officé comme script doctor sur le film.

### Attribution des rôles
Joe Pantoliano est le premier acteur envisagé pour incarner Leo Getz. Mais il est pris par un autre film. Danny DeVito est également envisagé.

### Tournage
Le tournage a lieu du 7 décembre 1988 au 5 mars 1989. Il se déroule dans diverses villes et localités de Californie : Los Angeles (Mulholland Drive, Century City, San Pedro, centre-ville...), Terminal Island, Beverly Hills, Culver City, Santa Clarita, Valencia ou encore Burbank (Warner Bros. Studios, Columbia/Warner Bros. Ranch).

### Montage
Le réalisateur Richard Donner explique dans le commentaire audio du Blu-ray du film que plusieurs fins ont été tournées et que le film pouvait exister avec chaque fin. Dans l'une d'elles, Riggs meurt. Mais les réponses positives lors de projections test poussent la production à garder la fin où il survit. Le plan final du film provient cependant de la scène de la mort de Riggs,.
Une autre fin a été tournée, dans laquelle Rika a survécu. On la voit préparer la dinde de Thanksgiving avec Roger et Riggs,.

## Bande originale
Bandes originales de L'Arme fatale
Bande originale de L'Arme fatale
(1987) L'Arme fatale 3
(1992)
Tout comme pour le premier film, la musique est ici composée par Michael Kamen, Eric Clapton et David Sanborn. L'album est publié par Warner Bros. Records. On y retrouve notamment une reprise de Knockin' on Heaven's Door de Bob Dylan.
Liste des titres
1. Cheer Down - George Harrison
2. Still Cruisin' (After All These Years) - The Beach Boys
3. Knockin' on Heaven's Door - Randy Crawford, Eric Clapton & David Sanborn
4. Riggs
5. The Embassy
6. Riggs and Roger
7. Leo
8. Goodnight Rika
9. The Stilt House
10. The Shipyard / Knockin' on Heaven's Door

Le film contient également plusieurs morceaux absents de l'album : I'm Not Scared du groupe Eighth Wonder dont fait partie l'actrice Patsy Kensit ou encore Since I Don't Have You de The Skyliners. En 2013, le label La-La Land Records publie le score intégral sur les 3e et 4e disques du coffret 8 disques Lethal Weapon Soundtrack Collection.

## Accueil

### Box-office
Le film est un immense succès. Il est le 3e meilleur film au box-office 1989 au Canada et aux États-Unis. En France, il dépasse le million d'entrées et termine 17e du box-office annuel français.
| Pays ou région | Box-office        | Date d'arrêt du box-office | Nombre de semaines |
| -------------- | ----------------- | -------------------------- | ------------------ |
| États-Unis,    | 147 253 986 $     | 9 octobre 1989             | 14                 |
| France         | 1 844 828 entrées | -                          | -                  |
| Total mondial  | 227 853 986 $,    | -                          | -                  |

## Distinctions
- Nomination à l'Oscar des meilleurs effets sonores et meilleur mixage son (Robert G. Henderson et Alan Robert Murray) en 1990.
- Prix de la meilleure musique de film lors des BMI Film & TV Awards en 1990.

## Analyse

### Contexte
Le film est sorti en 1989, quand l'apartheid était encore en vigueur en Afrique du Sud. C'est pourquoi les diplomates sud-africains présents dans le film sont tous blancs, et cela explique les nombreuses références au racisme et à la puissance des blancs dans ce pays. Deux ans auparavant, Danny Glover avait incarné pour la télévision Nelson Mandela, qui avait justement été emprisonné pour son combat contre l'apartheid. Par ailleurs, dans le premier film, on pouvait apercevoir un autocollant contre l'apartheid collé sur le réfrigérateur des Murtaugh.

### VersionDirector's Cut
Tout comme le premier film, une version director's cut, ou « édition spéciale », est sortie en DVD. Viennent s'ajouter les scènes suivantes : 
- En sortant du commissariat pour rentrer chez eux, Riggs et Murtaugh croisent le garagiste qui les prévient qu'il faudra des jours pour réparer la voiture de Trish.
- Riggs et Murtaugh parlent à des femmes dans la piscine de l'hôtel où se trouve Leo Getz en se faisant passer pour des employés.
- Riggs, Murtaugh et Getz essayent de trouver l'adresse de la maison sur pilotis et s'arrêtent sur les collines pour regarder le plan.

### Erreurs
- Lorsque Martin Riggs manifeste devant le consulat, il tient une pancarte sur laquelle le mot « apartheid » est mal orthographié. Il est écrit « aparthied ».
- Le personnage incarné par Grand L. Bush s'appelle ici Collins, alors que dans le premier film il s'appelait Boyette.
- La longueur des cheveux de Riggs change plusieurs fois tout au long du film[7].

Le film contient par ailleurs plusieurs faux raccords :
- Lorsque la psy du commissariat s'avance jusqu'à l'entrée de la salle de bain de Murtaugh, Riggs la suit de près puis s'arrête derrière elle. Au changement de plan, quand elle est choquée en voyant Murtaugh assis le pantalon baissé, Riggs n'apparaît pas mais arrive de nouveau derrière la jeune femme.
- Lors du face à face entre Riggs et la bande d'Arjen Rudd, dans le bureau de ce dernier, Vorstedt se tient bien droit la tête bien centrée sur les plans larges alors que, sur les gros plans, il se tient l'épaule droite orientée vers l'avant et la tête légèrement de côté.
- Lorsque le chien Sam court pour rejoindre la camionnette de Riggs, un plan montre que le projecteur de l'hélicoptère éclaire l'animal alors que, sur le plan suivant, il est soudainement pointé sur le véhicule.
- Au moment où Riggs tue deux hommes de Rudd avec son Beretta, à bord de l'Alba Varden, il tire trois balles sur le premier puis dix-huit sur le second (en décomptant ses collègues policiers qui ont été tués), ce qui fait un total de vingt et un coups. Or le magasin de l'arme ne peut en tirer plus de quinze. Par ailleurs, la chemise du deuxième homme est criblée de balles au moment des tirs alors que, par la suite, elle apparaît intacte.
- Lors de la première rencontre de Murtaugh et Riggs avec Getz dans sa chambre d'hôtel, Riggs se tourne pour aller voir quelque chose à la fenêtre et on voit que le logo Quiksilver dans le dos de son blouson est à l'envers, alors qu'il apparaît à l'endroit sur les plans suivants.